# لپنا
لپنا (به لاتین: Lepena) یک منطقهٔ مسکونی در اسلوونی است که در شهرداری بووک واقع شده‌است. لپنا ۱۸٫۵۲ کیلومتر مربع مساحت و ۳۵ نفر جمعیت دارد و ۵۱۴٫۹ متر بالاتر از سطح دریا واقع شده‌است.